# Рогак, Раду
Раду Рогак (рум. Radu Rogak; 7 июня 1995 года, Бельцы, Молдавия) — молдавский футболист, защитник.

## Карьера
Начал карьеру в 2012 году в составе клуба родного города — «Заре». Выступал за данный клуб до 2016 года. Сыграл более 80 матчей. Вторую половину 2016 года провёл в клубе «Унгень». В 2017 году выступал за самаркандское «Динамо» из Узбекистана. В 2018 году перешел в молдавскую «Зарю» из Бельцы.